# Cerastium meridense
Cerastium meridense är en nejlikväxtart som beskrevs av Jean Jules Linden och Planch. Cerastium meridense ingår i släktet arvar, och familjen nejlikväxter. Inga underarter finns listade i Catalogue of Life.